# プロジェクト (バンド)
プロジェクト（ProjeKct）は、イングランド出身のプログレッシブ・ロックバンド「キング・クリムゾン」から派生した実験音楽ユニットの総称。

## 概要
1990年代から再始動したキング・クリムゾンは、一連の活動を終えた1997年に次期方針を巡って内部分裂が勃発してしまう。そこでリーダーのロバート・フリップは現編成を一旦棚上げにして、次作へのアイデアを蓄積させていく意味も含め「プロジェクト (ProjeKct)」という名義の小ユニット活動に一時シフト。当時のメンバーであったエイドリアン・ブリュー、ビル・ブルーフォード、パット・マステロット、トレイ・ガン、トニー・レヴィンから選抜した「プロジェクト1～4 (ProjeKct One - Four)」が誕生し断続的に続ける。
そして2000年に「プロジェクト・エックス (ProjeKct X)」という名で、プロジェクトで培ったアイデアを結集したアルバム『ヘヴン・アンド・アース』をリリースした。
その後にも、2006年に極短期だけ活動した「プロジェクト6 (ProjeKct Six)」、同じく2011年の「ア・キング・クリムゾン・プロジェクト (A King Crimson ProjeKct)」がある。プロジェクト6までのグループで基本的に演奏される曲はインプロヴィゼーションを主軸としており、発表された作品もライブ・アルバムが多い。
これらとは全く趣旨の異なる「ザ・クリムゾン・プロジェクト (The Crimson ProjeKCt)」や、「ビート (BEAT)」などが存在する。このバンドはいわば『フリップの公認を受けたエイドリアン・ブリューによるプロジェクト』であり、過去の楽曲のみをライブで演奏していた。

## メンバー
プロジェクト1 - ProjeKct One (1997年)
- ロバート・フリップ
- トレイ・ガン
- ビル・ブルーフォード
- トニー・レヴィン

プロジェクト2 - ProjeKct Two (1997年–1998年)
- ロバート・フリップ
- トレイ・ガン
- エイドリアン・ブリュー

プロジェクト3 - ProjeKct Three (1999年、2003年)
- ロバート・フリップ
- トレイ・ガン
- パット・マステロット

プロジェクト4 - ProjeKct Four (1998年)
- ロバート・フリップ
- トレイ・ガン
- トニー・レヴィン
- パット・マステロット

プロジェクトX - ProjeKct X (2000年)
- ロバート・フリップ
- トレイ・ガン
- パット・マステロット
- エイドリアン・ブリュー

プロジェクト6 - ProjeKct Six (2006年)
- ロバート・フリップ
- エイドリアン・ブリュー

ア・キング・クリムゾン・プロジェクト - A King Crimson ProjeKct - Jakszyk, Fripp and Collins (2010年–2011年)
- ジャッコ・ジャクジク
- ロバート・フリップ
- メル・コリンズ
- トニー・レヴィン（サポート）
- ギャヴィン・ハリソン（サポート）

ザ・クリムゾン・プロジェクト - The Crimson ProjeKCt (2011年–2014年)
- エイドリアン・ブリュー
- トニー・レヴィン
- パット・マステロット
- マーカス・ロイター
- ジュリー・スリック
- トビアス・ラルフ

ビート - BEAT (2024年– )
- エイドリアン・ブリュー
- トニー・レヴィン
- スティーヴ・ヴァイ
- ダニー・ケアリー

## ディスコグラフィ

### アルバム
※特記ない場合はライブ・アルバム
プロジェクト1
- 『ライヴ・アット・ザ・ジャズ・カフェ』 - Live at the Jazz Café (1998年)
- Jazz Café Suite (2003年) ※King Crimson Collector's Club
- London, Jazz Café, England – December 4, 1997 (2005年) ※DGM Live

プロジェクト2
- 『スペース・グルーヴ』 - Space Groove (1998年) ※スタジオ・アルバム
- 『ライヴ・グルーヴ』 - Live Groove (1999年)
- Live in Northampton, MA (2001年) ※King Crimson Collector's Club
- I.C. Light Music Tent, Pittsburgh, Pennsylvania (2005年) ※King Crimson Collector's Club
- Live in Chicago, IL (2006年) ※King Crimson Collector's Club

プロジェクト3
- 『マスク』 - Masque (1999年)
- Live in Austin, TX (2004年) ※King Crimson Collector's Club
- Live in Alexandria, VA (2007年) ※King Crimson Collector's Club

プロジェクト4
- 『ウェスト・コースト・ライヴ』 - West Coast Live (1999年)
- Live in San Francisco/The Roar of P4 (1999年) ※King Crimson Collector's Club

プロジェクトX
- 『ヘヴン・アンド・アース』 - Heaven and Earth (2000年) ※スタジオ・アルバム

プロジェクト6
- East Coast Live (2006年) ※DGM Live

ア・キング・クリムゾン・プロジェクト
- 『ア・スケアシティ・オブ・ミラクルズ』 - A Scarcity of Miracles (2011年) ※スタジオ・アルバム

ザ・クリムゾン・プロジェクト
- Official Bootleg Live 2012 (2013年) ※2012年、北米ツアーからのライブ・コンピレーション
- 『オフィシャル・ブートレッグ・リミテッド・エディション 1ST DAY』 - Official Bootleg Limited Edition (Live Recorded at Club Citta' On Mar.15.2013)
- 『オフィシャル・ブートレッグ・リミテッド・エディション 2ND DAY』 - Official Bootleg Limited Edition (Live Recorded at Club Citta' On Mar.16.2013)
- 『オフィシャル・ブートレッグ・リミテッド・エディション 3RD DAY』 - Official Bootleg Limited Edition (Live Recorded at Club Citta' On Mar.17.2013)
- 『ライヴ・イン・トーキョー』 - Live In Tokyo (2014年)